# Chrostowa (województwo małopolskie)
Chrostowa – wieś w Polsce położona w województwie małopolskim, w powiecie bocheńskim, w gminie Łapanów.

## Położenie
Pod względem geograficznym Chrostowa znajduje się na Pogórzu Wiśnickim. Pola i zabudowania miejscowości zajmują dolinę po lewej stronie rzeki Stradomka, oraz wzgórza Pogórza Wiśnickiego.
W latach 1975–1998 miejscowość administracyjnie należała do województwa tarnowskiego.

## Części wsi
| SIMC    | Nazwa     | Rodzaj    |
| ------- | --------- | --------- |
| 0823010 | Dąbrowica | część wsi |
| 0823026 | Grobla    | część wsi |
| 0823032 | Kopaliny  | część wsi |
| 0823049 | Prędka    | część wsi |

## Zarys historii
Pierwsze zapiski o wsi pochodzą w początku XV wieku, w 1404 odnotowano, że wieś należała do rodu Półkoziców. Prawdopodobnie Półkozicowie w XIII wieku wybudowali warownię, którą w późniejszych latach przebudowano na zamek. Był on uwzględniony w dokumentach z 1539, gdzie jego nazwę opisano jako fortalicium alias Grodzisko lub fortalicium Camyk. Zapis dotyczył nabycia zamku przez Krzysztofa Niewiarowskiego herbu Półkozic. Brak późniejszych zapisów świadczy o tym, że prawdopodobnie zamek uległ zniszczeniu pod koniec XVI wieku.

## Zabytki
Obiekt wpisany do rejestru zabytków nieruchomych województwa małopolskiego.
- Grodzisko[9].